# Basta (Rapper)

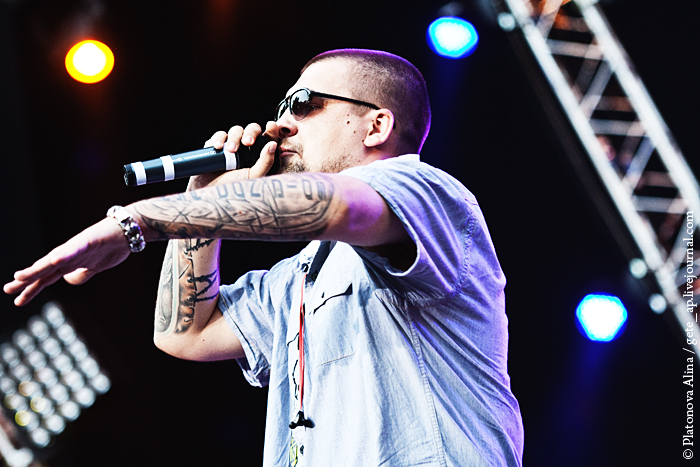
Basta, 2010

Wassili Michailowitsch Wakulenko (russisch: Василий Михайлович Вакуленко; * 20. April 1980 in Rostow am Don) ist ein russischer Sänger und Rapper mehrerer Genres (Hip-Hop, Rap, Rap-Rock, Pop-Rap, Funk, Trap etc.), der unter Pseudonymen wie Basta, Noggano und N1NT3ND0 (Nintendo) bekannt ist. Zudem ist er TV- und Radiomoderator, Schauspieler, Drehbuchautor, Regisseur, Produzent und seit 2007 Miteigentümer des Labels Gazgolder.

## Leben und Karriere
Wassili Michailowitsch Wakulenko wurde in der Familie eines Armeeoffiziers geboren. Er studierte an der örtlichen Musikhochschule, machte jedoch keinen Abschluss.
Im Alter von 15 bis 16 Jahren begann Basta, Rap zu hören und eigene Texte zu verfassen.
1998 nahm er seine erste Solo-Single „Моя Игра“ (Moja Igra) auf. Dann baute Basta seine eigene Band „Уличные Звуки“ (Ulitschnyje Swuki) auf. Im Jahr 2004 wurde er von Bogdan Titomir entdeckt, der ihm anbot, mit nach Moskau zu gehen. In Moskau traf Basta andere Künstler wie Smoky Mo und Guf (zukünftiger Gründer des Centrs). Später nahm Basta an der Aufnahme von Gufs Album „Город дорог“ (Gorod Dorog) teil und machte mit ihm das Cover seiner ersten Single „Моя Igra“.
2008 kreierte Basta den neuen Künstlernamen „Noggano“ und nahm die zwei Alben „Noggano первый“ und „Ноггано. Второй теплый“ (Noggano. Warm) auf. Der Name „Noggano“ ist eine Anspielung auf den legendären Revolver. Davor spielte er traurige und manchmal romantische Tracks, aber seit „Noggano“ schuf er das neue Image des Gangsta-Rappers und sang obszöne Texte über Verbrecher, Sex und Drogen in Parodie und groteskem Stil.
2011 war er Moderator beim Next FM Radio, später moderierte er „Hip-Hop TV“ auf „Gazgolder“. 2015 und 2018 war er Mentor in der vierten Staffel der TV-Sendung „The Voice“  und in der fünften Staffel der TV-Show „The Voice Kids“. 2016 bis 2017 war er Moderator von „Gazgolder Live“ auf dem Radiosender DFM. Im Jahr 2017 wurde er ein Mitglied der Jury im Projekt „Street Sounds“.
Basta ist seit dem 11. Juni 2009 mit Elena Pinskaya verheiratet und hat zwei Kinder, die 2009 und 2013 geboren wurden. Er lebt in Moskau. Zu seinen Hobbys gehört Skaten und Snowboarden.
Im Oktober 2019 wurde er Eigentümer des FC SKA Rostov-on-Don. Zusammen mit der Firma "Rostec" beteiligt er sich an der Restaurierung des Clubs.

## Diskografie

### Alben
- 2006: „Баста 1“ (Basta 1)
- 2007: „Баста 2“ (Basta 2)
- 2008: „Ноггано. Первый“ (Noggano. Erste)
- 2009: „Ноггано. Второй (Теплый)“ (Noggano. Zweite (Warm))
- 2010: „Баста 3“ (Basta 3)
- 2010: „Баста/Guf“ (Basta/Guf)
- 2011: „N1nt3nd0“
- 2011: „ГлаЗ“ (GlaZ / AugE)
- 2013: „Баста 4“ (Basta 4)
- 2014: „ТВА“
- 2015: „Баста/Смоки Мо“ (Basta/Smoky Mo)
- 2016: „Баста 5, Часть 1“ (Basta 5, Teil 1)
- 2016: „Баста 5, Часть 2“ (Basta 5, Teil 2)
- 2019: „Так и живьём. Дорожный альбом (Live)“
- 2020: „40“

### Singles (Auswahl)
| - 1997: „Город“ (Gorod / Stadt) - 2006: „Мама“ (Mama) - 2006: „Так плачет весна“ (Tak plachet vesna / So weint der Frühling) - 2006: „Раз и навсегда“ (Raz i navsegda / Ein für alle Mal) - 2006: „Сам по себе“ (Sam po sebe / Von selbst) - 2006: „Девочка-суицид“ (Devochka-suitsid / Suicide Girl) - 2006: „Ты та, что“ (Ty ta, chto / Du bist die eine, der...) - 2006: „Осень“ (Osen' / Herbst) - 2006: „Мои мечты“ (Moi mechty / Meine Träume) - 2006: „Мy Game“ (Moya Igra / Mein Spiel) - 2007: „Мне нужен бит“ (Mne nuzhen bit / Ich brauche den Beat) - 2007: „Чувства“ (Chuvstva / Gefühle) - 2007: „Война“ (Voyna / Krieg) - 2007: „Город дорог“ (Gorod dorog / Stadt der Straßen, feat. Guf) - 2007: „Всем берегам“ (Vsem beregam / An allen Küsten, feat. Centr) - 2008: „Наше лето“ (Nashe leto / Unser Sommer, feat. MakSim) - 2009: „Не всё потеряно“ (Ne vsyo poteryano / Nicht alles ist verloren, feat. Guf) - 2009: „Ростов“ (Rostov) - 2010: „Нет такой, как ты“ (Net takoy kak ty / Es gibt niemanden wie dich) - 2010: „Обернись“ (Obernis' / Dreh dich um, feat. Gorod 312) - 2010: „No Sun to See“ (Solntsa ne vidno / Die Sonne ist nicht sichtbar, feat. BoomBox) - 2010: „Любовь без памяти“ (Lyubov' bez pamyati / Liebe ohne Erinnerungen) - 2010: „Hands Up“ - 2010: „Урбан“ (Urban) - 2010: „Деньги“ (Den'gi / Geld) - 2010: „Олимпиада 80“ (Olimpiada 80 / Olympiade 80) - 2010: „Кинолента“ (Kinolenta / Film) - 2010: „Россия“ (Rossiya / Russland) - 2010: „Свобода“ (Svoboda / Freiheit) - 2010: „Театр“ (Teatr / Theater) - 2010: „Ходим по краю“ (Hodim po krayu / Wir gehen am Rand, feat. Guf) - 2010: „Отпускаю“ (Otpuskayu / Ich lasse los) - 2010: „Темная ночь“ (Tyomnaya Noch' / Dunkle Nacht) - 2012: „Universe“ п.у. Тати (Moya vselennaya / Mein Universum, feat. Tati) - 2013: Intro Basta 4 | - 2013: „ЧК“ (Чистый кайф) (Chisty kayf / Genuine Pleasure) - 2014: „Супергерой“ (Supergeroy / Superheld) - 2014: „Моё кино“ (Moyo kino / Mein Kino) - 2014: Приглашение в Золотой Театр 2014 (Einladung ins goldene Theater 2014, feat. Smoky Mo and Tati) - 2014: „Евпатория“ (Yevpatoria) - 2014: „Каменные цветы“ (Kamenniye tsvety / Stein Blumen, feat. Elena Vaenga and Smoky Mo) - 2014: „Старая школа“ (Staraya shkola / Alte Schule, feat. Smoky Mo) - 2015: „Хочу к тебе“ (Hochu k tebe / Ich will zu dir, feat. Tati) - 2015: „Скрипка Страдивари“ (Skripka Stradivari / Stradivari Geige) - 2015: „Нас не нужно жалеть“ (Nas ne nuzhno zhalet' / Wir müssen nichts bereuen) - 2015: „Финальный матч“ (Finalny Match / Das letzte Spiel, feat. Smoky Mo. Official Match TV anthem) - 2015: „Там, где нас нет“ (Tam, gde nas net / Da wo wir nicht sind) - 2016: „Я смотрю на небо“ (Ya smotryu na nebo / Ich schau in den Himmel) - 2016: „Слон“ (Slon / Der Elefant, feat. Aglaya Shilovskaya) - 2016: „Голос“ (Golos / Die Stimme, feat. Polina Gagarina) - 2016: „I Just Live My Life“ (feat. Cvpellv) - 2016: „Выпускной. Медлячок“ (Vypusknoy. Medlyachok / Abschlussball) - 2016: Приглашение на фестиваль Gazgolder Live (Einladung zum Gazgolder Live-Fest, feat. Dasha Charusha) - 2016: „Родная“ (Rodnaya / Liebling. Kalinov Most cover) - 2016: „Ангел веры“ (Angel very / Angel of Faith, feat. Polina Gagarina) - 2017: „Мастер и Маргарита“ (Master i Margarita / Master und Margarethe, feat. Yuna) - 2017: „Сансара“ (Sansara, feat. Diana Arbenina, Alexander F. Sklyar, Skriptonit, Ant 25/17, Sergey Bobunets & SunSay) - 2017: „папа what's up“ - 2019: „Привет“ (mit Matrang) - 2019: „На заре“ - 2020: „неболей“ (mit Zivert) - 2021: „Ты была права“ - 2022: „Осень (20.22)“ (mit Andro) - 2022: „Скандал“ (mit T-Fest) - 2023: „Где ты теперь и с кем“ (mit HammAli & Navai) |

## Filmografie
| Jahr | Film                                         | Regisseur | Produzent | Drehbuchautor | Komponist | Schauspieler | Rolle                         |
| ---- | -------------------------------------------- | --------- | --------- | ------------- | --------- | ------------ | ----------------------------- |
| 2007 | Гетто (Ghetto)                               |           |           |               |           | ja           | Разные роли (Synchronisation) |
| 2008 | Чайный пьяница (Teetrinker)                  | ja        | ja        | ja            |           | ja           | Basta / Китайский мудрец      |
| 2008 | Рвы (Gräben)                                 |           | ja        | ja            |           | ja           | Noggano                       |
| 2009 | Пруха                                        |           |           | ja            |           | ja           | Камео                         |
| 2009 | Хип-хоп в России: от 1-го лица (серия 49)    |           |           |               |           | ja           | Sich selbst                   |
| 2009 | 13 район: Ультиматум (13. Bezirk: Ultimatum) |           |           |               |           | ja           | Молько (Synchronisation)      |
| 2012 | Настоящий рэп (Echter Rap)                   |           |           |               |           | ja           | Sich selbst                   |
| 2013 | Владимир Маяковский. Третий лишний           |           |           |               |           | ja           | Камео                         |
| 2013 | Весна во Флоренции (Frühling in Florenz)     |           |           |               | ja        |              |                               |
| 2013 | Как закалялся стайл (10 серия)               |           |           |               |           | ja           | Ivan Li                       |
| 2014 | Газгольдер                                   | ja        | ja        | ja            | ja        | ja           | Sich selbst                   |
| 2017 | Клубаре                                      | ja        | ja        | ja            | ja        | ja           |                               |
| 2017 | Russian Hip Hop Beef                         |           |           |               |           | ja           | Sich selbst                   |